# City Art Centre
City Art Centre er et museum, som er en del af Museums & Galleries Edinburgh, der er under kultursektionen af City of Edinburgh Council. City Art Centre har en samling, der inkluderer historiske og moderne skotske malerier og fotografier, samt moderne art og kunsthåndværk. Det er et udstillingssted uden en permanent udstilling. Det blev grundlagt i 1961 da en indbygger i Edinburgh ved navn Jean Watson skænkede penge til at skabe en samling af skotsk kunst i City of Edinburgh. 
City Art Centre rummer City of Edinburgh's Recognised samling af skotsk kunst. Edinburghs samling består af omkring 4.800 værker af forskellig art. Kunstnere som Fergusson, Eardley, Paolozzi er repræsenteret samt mange andre kunstnere fra Edinburgh og Skotland fra 1600-tallet til i dag.